# Городниця (Тернопільський район)
Городни́ця — село в Україні, у Скалатській міській громаді Тернопільського району Тернопільської области.
Населення — 1056 осіб (2003).

## Географія
Розташоване на південному сході району. Поблизу Городниці розташований заповідник фонду ботанічного заказника місцевого значення Гостра могила № 2 (7 га).

### Клімат
Городниця знаходяться в межах вологого континентального клімату із теплим літом. Але діяльність людини досить часто призводить до екоциду, поганих змін та глобального потепління. Рівень наповнення річок водою по області становить лише 20 % від необхідного стандарту, значна частина земної поверхні стає посушливою. Для покращення ситуації варто було б проводити ревайлдинг, відновлювати екосистеми та лісові насадження.

## Історія
На території Городниці виявлено археологічні пам'ятки культури кулястих амфор та черняхівської культури.
Перша писемна згадка — 1784 року.
Діяли товариства «Просвіта», «Хліборобський вишкіл молоді».
З 1947 року мешканці села зазнали каральної акції операції «Захід».
З 24 серпня 1991 року село входить до складу незалежної України.
Адміністративний центр колишньої Городницької сільської ради. Від вересня 2015 року ввійшло у склад Скалатської міської громади.[джерело?]
12 червня 2020 року, відповідно до розпорядження Кабінету Міністрів України  № 724-р «Про визначення адміністративних центрів та затвердження територій територіальних громад Тернопільської області», село увійшло до складу Скалатської міської громади.
19 липня 2020 року в результаті адміністративно-територіальної реформи та ліквідації Підволочиського району, село увійшло до складу новоствореного Тернопільського району.

## Символіка
Затверджений 20 листопада 2006 р. рішенням № 15 III сесії сільської ради V скликання.
Автор — С. Ткачов.

### Герб
Щит перетятий. На верхньому лазуровому полі срібна гранована восьмипроменева зірка, яка супроводжується обабіч срібними горами. На нижньому червоному полі золотий меч вістрям донизу, який супроводжується з обох боків золотими півмісяцями, повернутими ріжками в протилежні боки. Щит обрамований декоративним картушем i увінчаний золотою сільською короною.

### Прапор
На синьому квадратному полі біла гранована восьмипроменева зірка, під якою жовтий меч вістрям донизу, який супроводжується з обох боків жовтими півмісяцями, повернутими ріжками в протилежні боки. Від однієї шостої нижнього краю до верху древкової частини і від п'яти шостих нижнього краю до верху вільної частини йдуть білі трикутні смуги.

## Релігія
- церква Успіння Пресвятої Богородиці (1930, ПЦУ та УГКЦ),
- «фігура» Матері Божої (1991),
- хрест-«фігура» (1866; відновлено 1991),
- капличка (1999).

## Пам'ятники
- Споруджено пам'ятник воїнам-односельцям, полеглим у німецько-радянській війні (1985), насипано козацьку могили (1990).
- Ботанічна пам'ятка природи місцевого значення Скалатська степова ділянка.
- Комплексна пам'ятка природи місцевого значення Музикова скала.

## Соціальна сфера
Діють загальноосвітня школа І-ІІ ступенів, Будинок культури, бібліотека, ФАП, дошкільний заклад, 4 торговельні заклади.

## Відомі люди

### Народилися
- народний артист України Іван Бернацький
- Винник Володимир (2002—2024) — український військовик, учасник російсько-української війни[4].
- Ві́ктор Петро́вич Гу́рняк (псевдо «Гарт», «Гартік», позивний в Айдарі «Олігарх»; 8 червня 1987, с. Городниця Гусятинського району Тернопільської області — 19 жовтня 2014, Сміле Слов'яносербського району Луганської області) — український фотокореспондент, боєць 24-го батальйону територіальної оборони «Айдар», пластун. Загинув, боронячи Україну в російсько-українській війні. Герой України[5].
- Михайло Дацків[6]- український діяч культури
- доктор історичних наук С. Мовчан

## Галерея

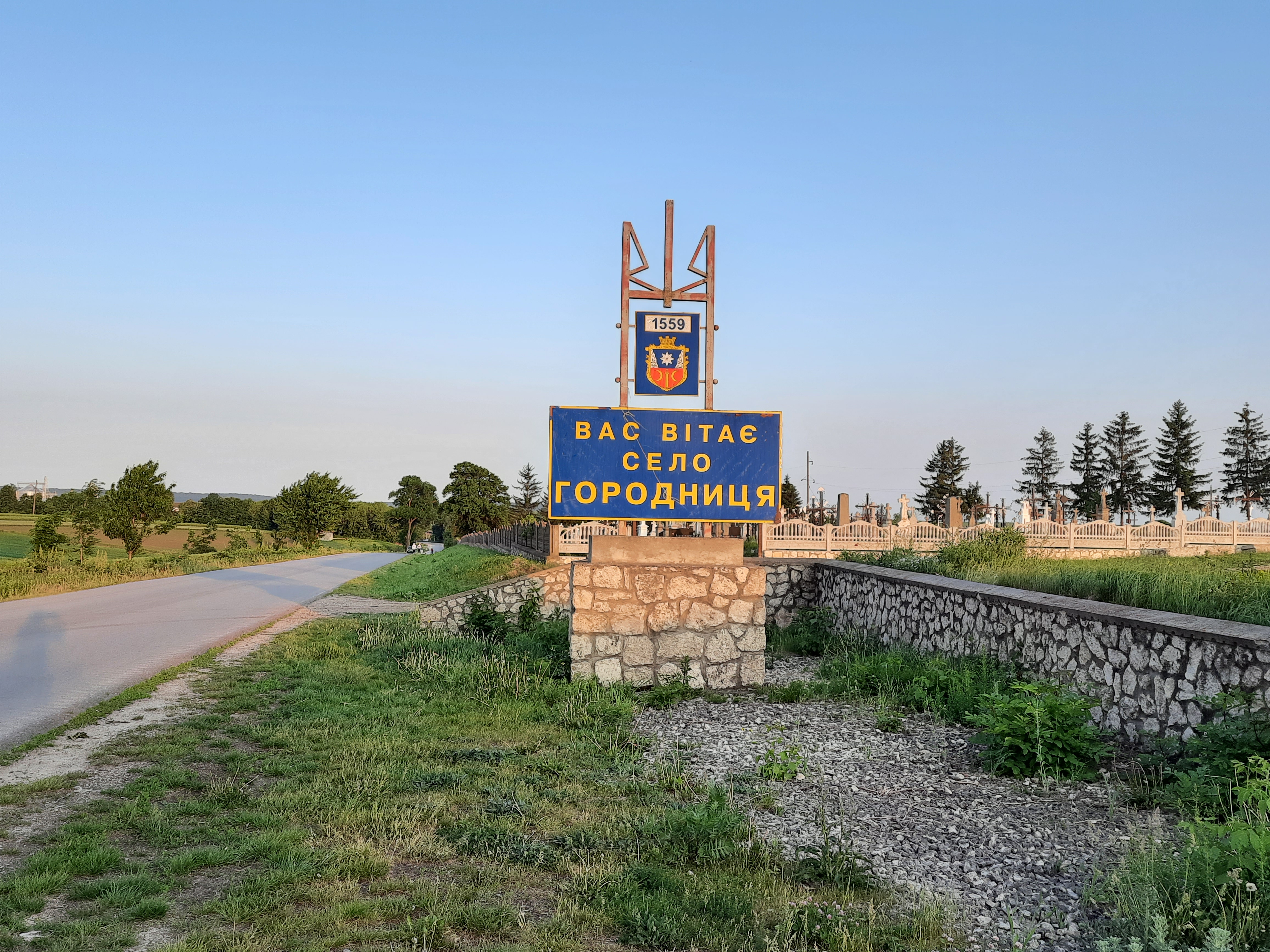
В'їзд у село
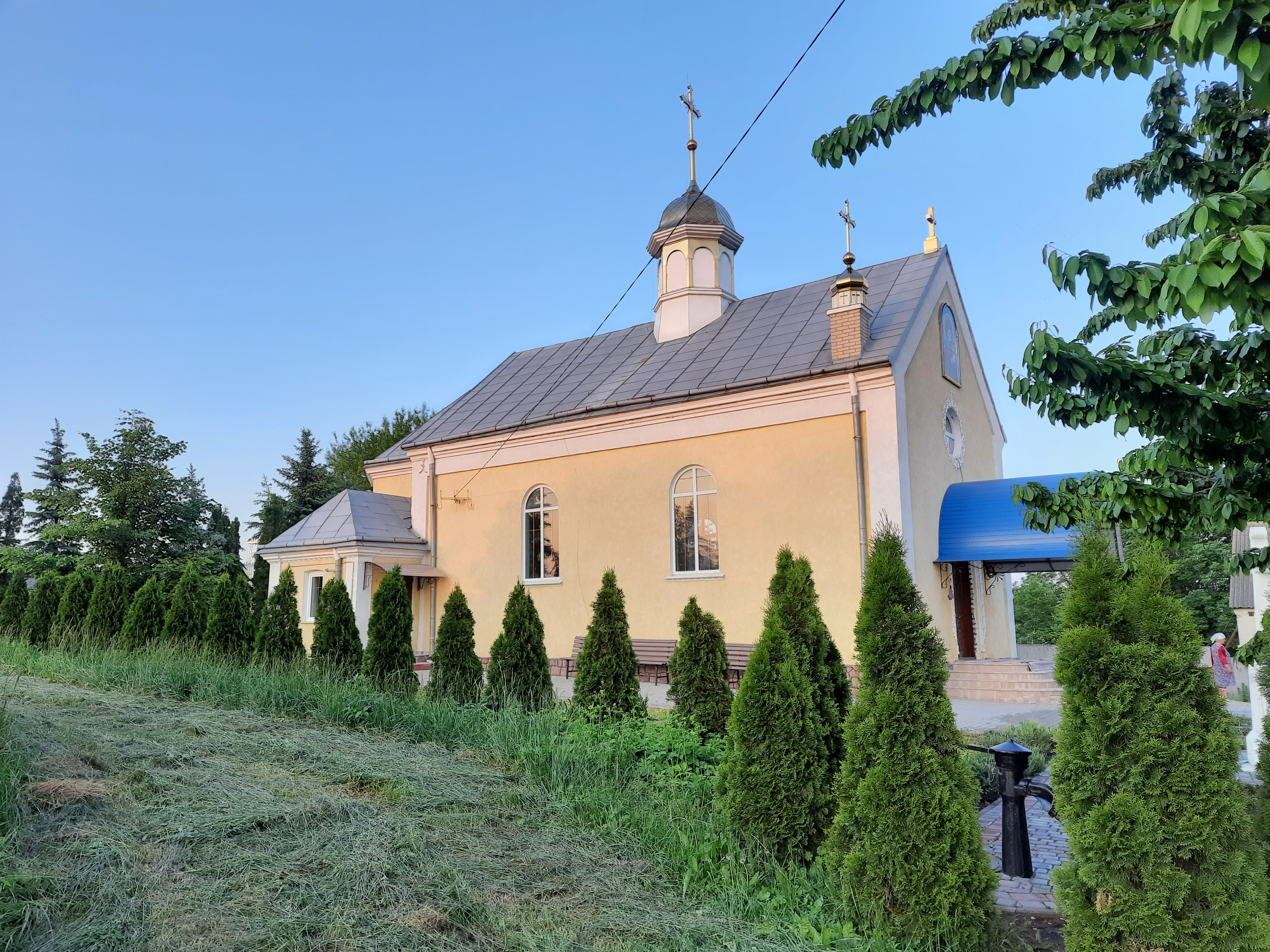
Церква Успіння Пресвятої Богородиці
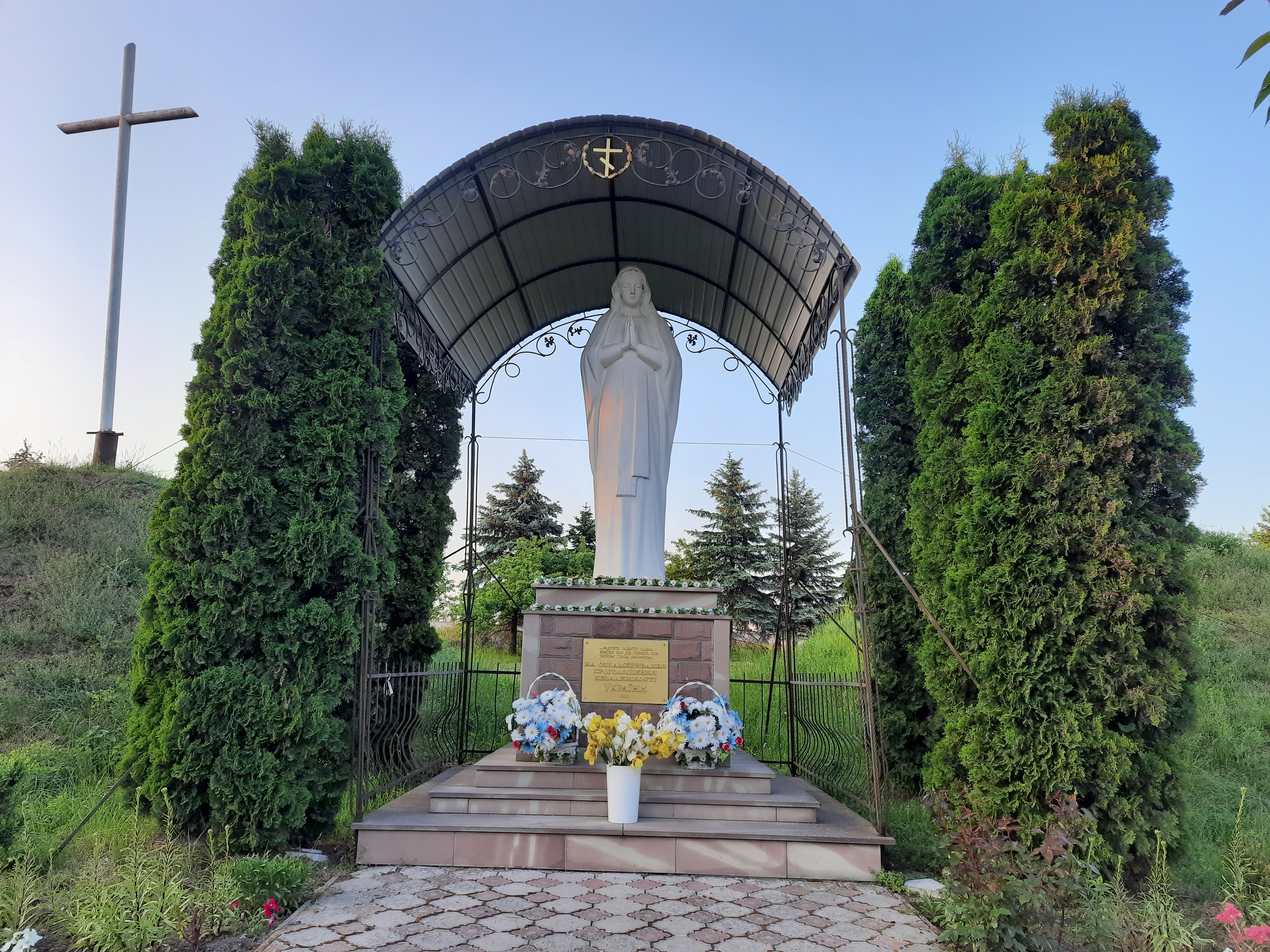
«Фігура» Матері Божої
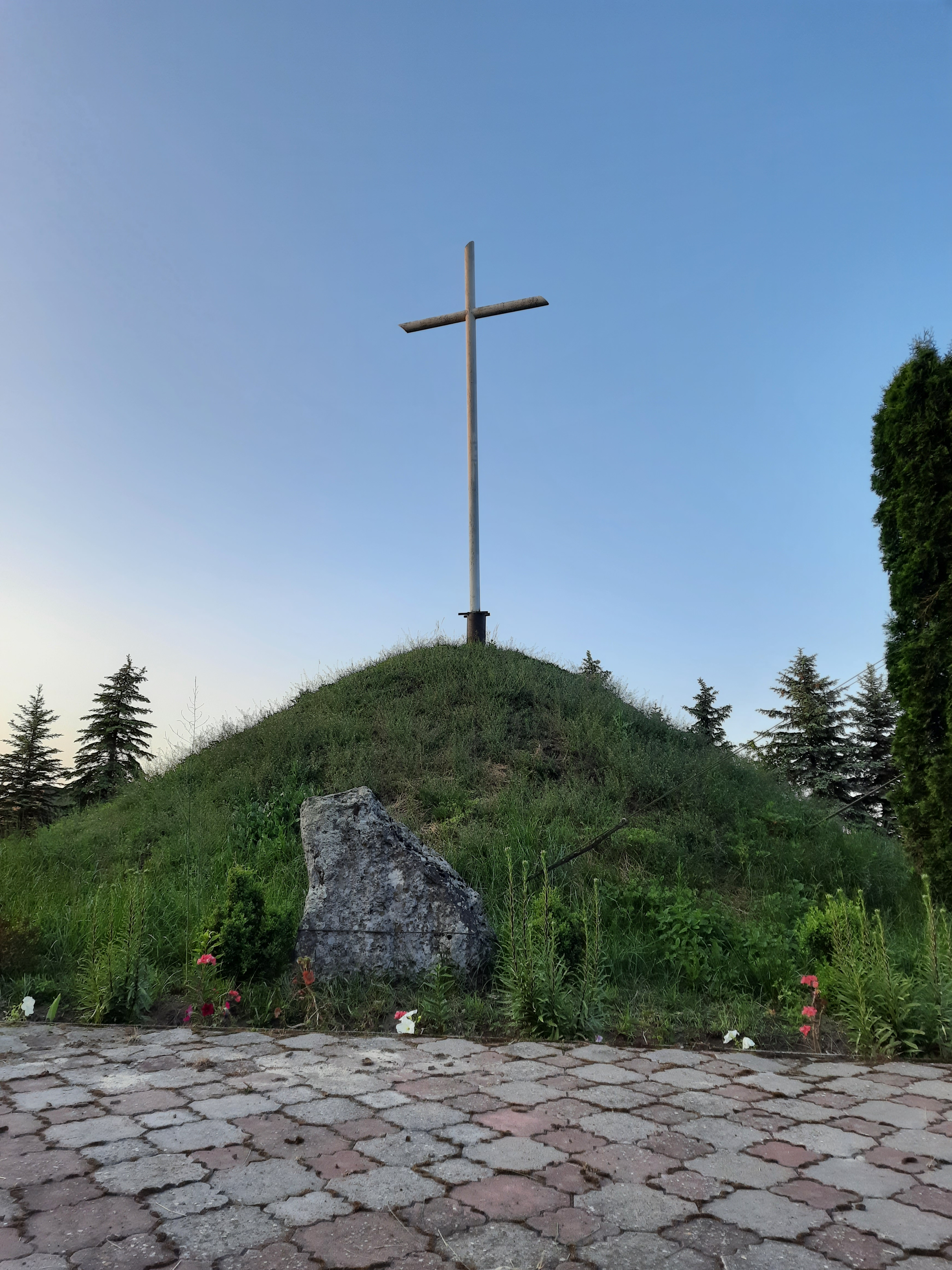
Символічна могила в честь захисників України
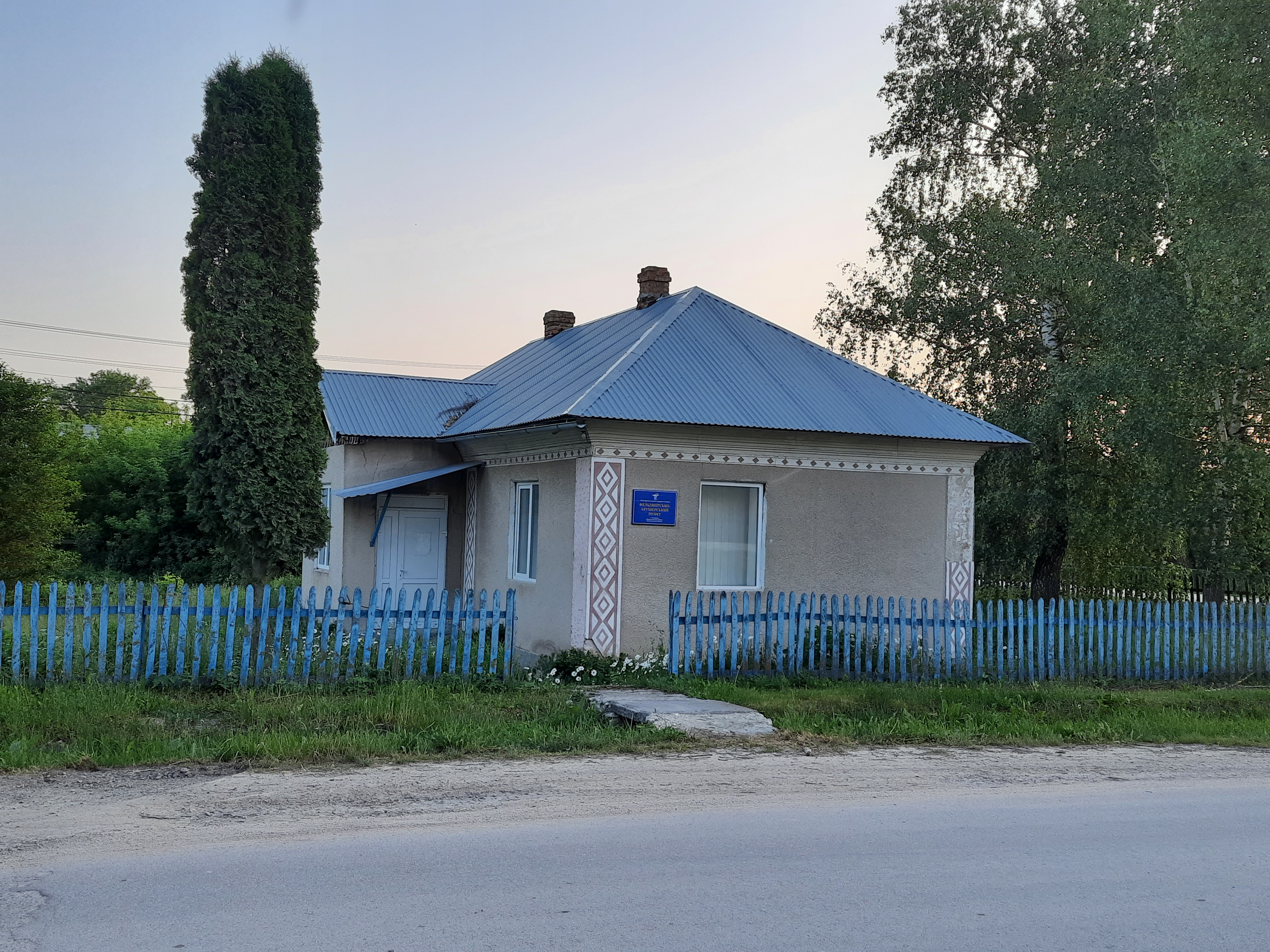
Фельдшерський пункт
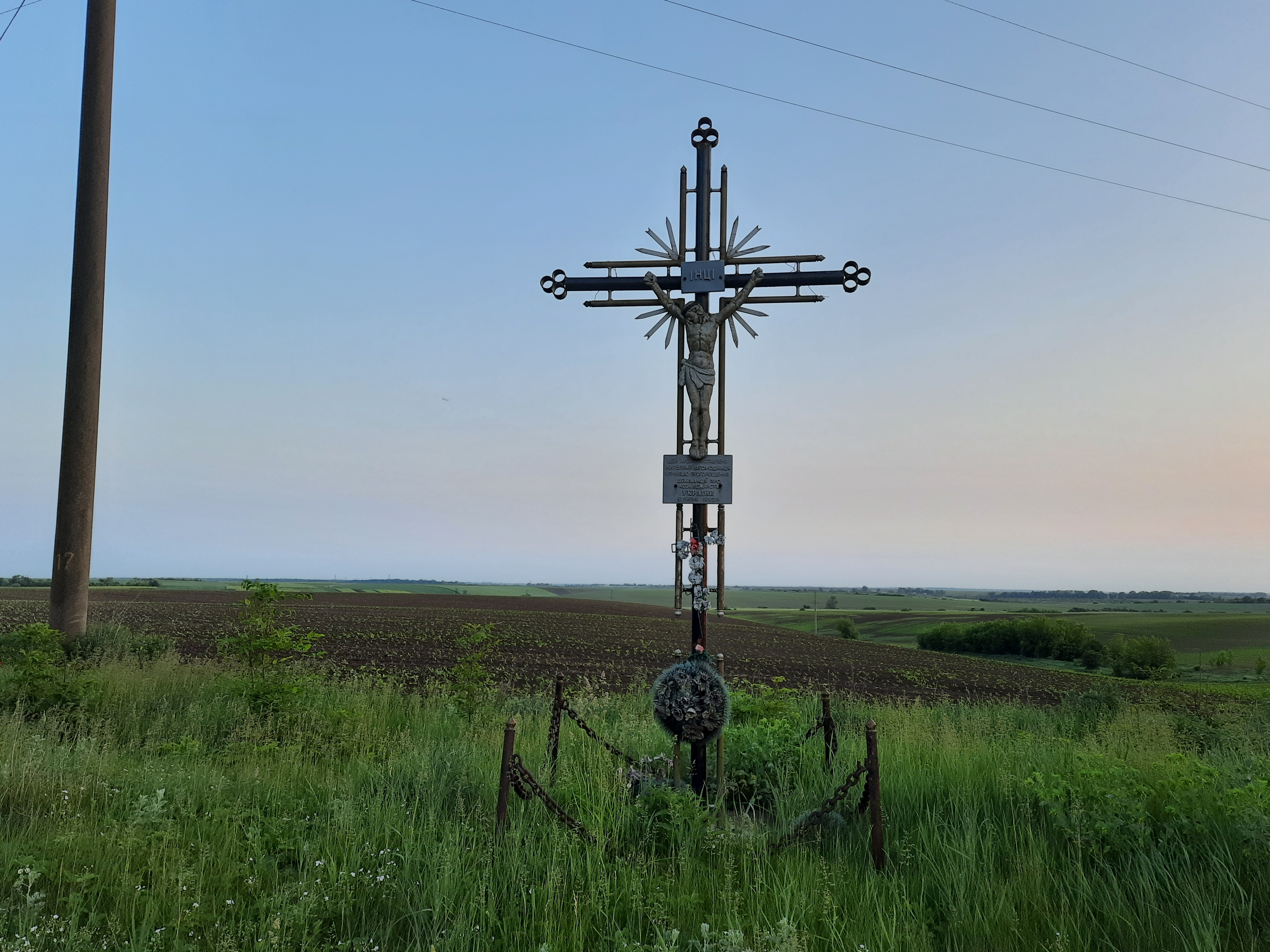
Пам'ятний хрест на околиці села
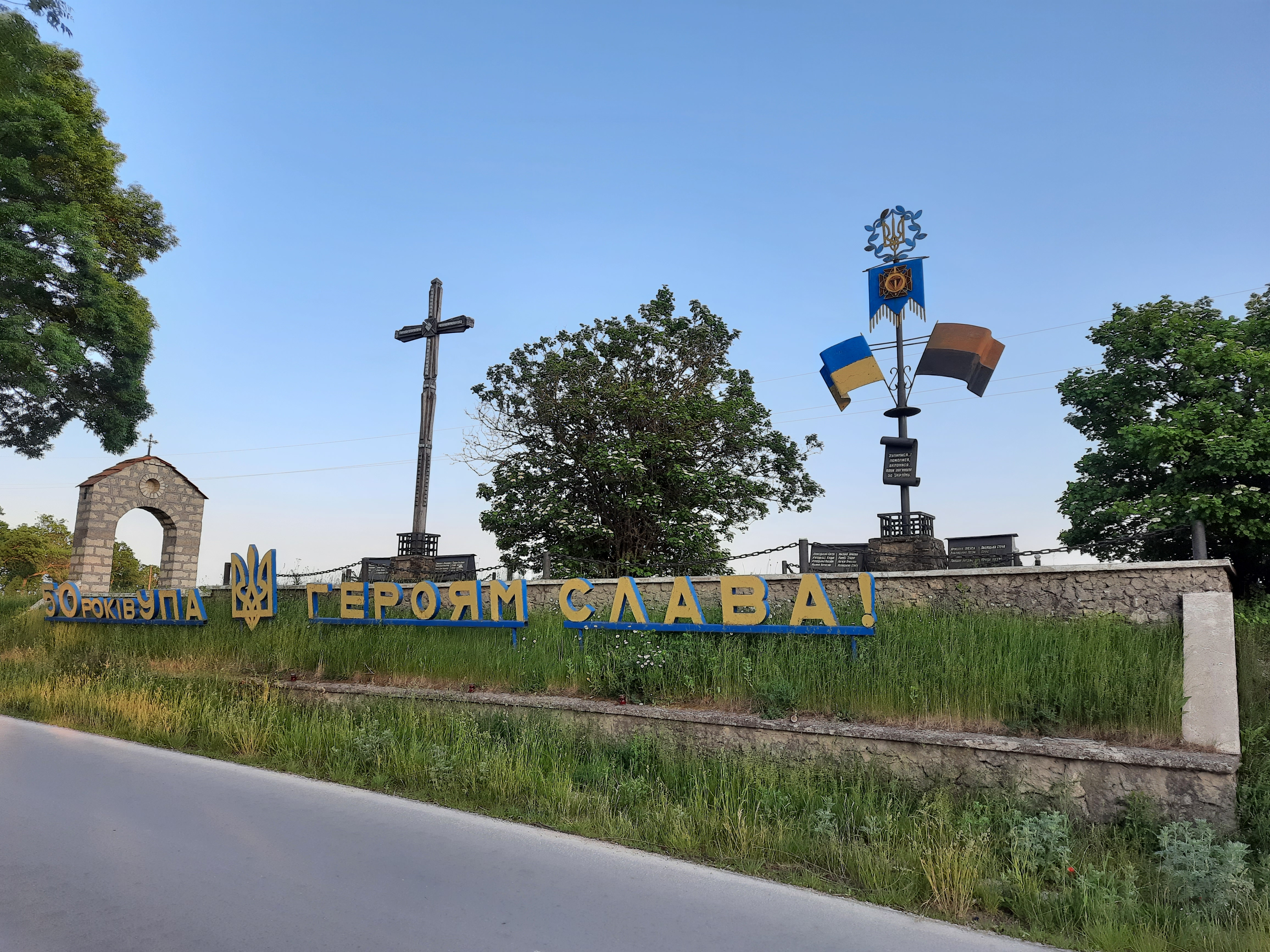
Меморіал з нагоди 50-річчя УПА біля села Городниця